# Koultouk
Koultouk (en russe : Култук) est une commune urbaine de l'oblast d'Irkoutsk, en Russie. Sa population s'élevait à 3 614 habitants en 2022.

## Géographie
Koultouk se trouve à l'extrémité occidentale du lac Baïkal, à 75 km au sud-ouest d'Irkoutsk et à 4 208 km à l'est de Moscou.

## Histoire
Le village, fondé en 1647, fut le premier établissement russe dans cette région. En 1866, Koultouk vécut des heures dramatiques à la suite de la révolte des déportés polonais et estoniens que l'Empire russe avait exilés en Sibérie.

## Population
Recensements (*) ou estimations de la population
| 1939  | 1959* | 1970* | 1979* |
| ----- | ----- | ----- | ----- |
| 4 127 | 6 359 | 5 921 | 5 206 |

| 1989* | 2002* | 2004  | 2005  |
| ----- | ----- | ----- | ----- |
| 5 370 | 4 262 | 4 200 | 4 193 |

| 2006  | 2007  | 2008  | 2009  |
| ----- | ----- | ----- | ----- |
| 4 203 | 4 197 | 4 233 | 4 267 |

| 2010* | 2012  | 2013  | 2014  |
| ----- | ----- | ----- | ----- |
| 3 726 | 3 719 | 3 675 | 3 698 |

| 2015  | 2016  | 2017  | 2018  |
| ----- | ----- | ----- | ----- |
| 3 683 | 3 685 | 3 715 | 3 740 |

| 2019  | 2020  | 2021  | 2022  |
| ----- | ----- | ----- | ----- |
| 3 696 | 3 682 | 3 676 | 3 614 |

## Tourisme
Koultouk se trouve à une cinquantaine de kilomètres à l'ouest de la réserve naturelle du Baïkal, dans les monts Khamar-Daban.